# 테레자 마리노바
테레자 몬체바 마리노바(불가리아어: Тереза Мончева Маринова, 1977년 9월 5일 ~ )는 불가리아의 육상 선수로 멀리뛰기와 세단뛰기에서 활약하였다.
플레벤 출신으로 자신의 어린 시절에 마리노바는 유럽과 세계 양부분의 주니어 선수권 타이틀을 우승하였고, 아직도 세단뛰기에서 세계 주니어 기록을 보유하고 있다.
2000년 시드니 올림픽 세단뛰기에서 개인 최고 기록 15.20m를 세워 금메달을 획득하였다.
멀리뛰기에서 마리노바의 개인 최고 기록은 6.46m이다. 2004년 세계 실내 선수권 대회부터 2006년까지 국제적으로 시합에 나가지 않던 그녀는 2006년 유럽 육상 선수권 대회에서 6위에 그쳤다.
그녀의 부친 몬초는 두드러진 800m 달리기 선수로 한번은 국내 기록을 세우고 아직도 마일 종목의 국내 기록을 보유하고 있다. 오빠 츠베토미르는 재능있는 400m 달리기 선수였다.
2008년 베이징 올림픽이 열리기 조금 전에 은퇴하였고, 육상 강사로 일하겠다고 말하였다.

## 같이 보기
- 2000년 하계 올림픽 불가리아 선수단
- 올림픽 육상 여자 메달리스트 목록